# كخيس (علامة تجارية)
كخيس (بالفرنسية: krys)‏ هي علامة تجارية فرنسية تعاونية لأخصائيي البصريات الأعضاء في مجموعة العلامات التجارية كخيس كروب. وهي متخصصة في بيع النظارات، النظارات الشمسية والعدسات اللاصقة.